# Tuberonotha strenua
Tuberonotha strenua là một loài côn trùng trong họ Mantispidae thuộc bộ Neuroptera. Loài này được Gerstaecker miêu tả năm 1894.